# Jean-Paul Jourdan
Pour les articles homonymes, voir Jourdan.
Jean-Paul Jourdan est un professeur d'histoire contemporaine, président de l'université Bordeaux Montaigne de mars 2012 à mars 2016. Il est remplacé par Hélène Velasco-Graciet. 

## Biographie
Après des études d'histoire à Bordeaux 3, Jean-Paul Jourdan rejoint l'université de Pau en 1982. Il y exerce comme assistant puis comme maître de conférences jusqu'en 1992, avant de retourner à Bordeaux 3. En 2001 il soutient une thèse d'état à l'université de Paris IV, sous la direction de Jean-Pierre Poussou : Le personnel de l'administration dans le sud-ouest aquitain de la fin de l'Ancien Régime aux années 1880.
En parallèle à son activité d'enseignant-chercheur, Jean-Paul Jourdan est membre du conseil d'administration de 2005 à 2007, directeur de l'UFR d'histoire de 2005 à 2009 puis vice-président du CA de 2009 à 2012. En mars 2012, il est élu président de l'université de Bordeaux 3, succédant ainsi à Patrice Brun. L'élection est annulée le 24 mai par le tribunal administratif de Bordeaux à la suite d'un recours de Pierre Beylot, appuyé par Jean-Yves Coquelin. Quelques jours plus tard le recteur de Bordeaux nomme un administrateur provisoire, il s'agit de Patrice Brun, précédent président de Bordeaux 3. Celui-ci assurera l'administration provisoire jusqu'au 4 octobre avant d'être remplacé par Singaravelou. Après une nouvelle élection le 9 novembre qui n'a permis de départager les candidats, Jean-Paul Jourdan est finalement élu président lors du vote du 7 décembre 2012, il l'emporte par 18 voix contre 1 pour Jean-Yves Coquelin, après le retrait de la candidature de Pierre Beylot et ce avec le soutien notable de l'UNEF, de la FAGE et même du MET, syndicat étudiant classé à droite . En avril 2013, il organise un référendum au sein de son université sur la question de la fusion des universités bordelaises tout en se positionnant lui-même contre celle-ci. Avec 86% de votes "non", l'université Bordeaux 3 a alors rejeté cette fusion avant d'adopter au printemps 2014 une nouvelle dénomination : Université Bordeaux Montaigne.
Membre du Parti socialiste, il est conseiller municipal de Gradignan depuis 2001, chef de file de l'opposition entre 2008 et 2014, date de la fin de son mandat municipal.